# Pulverturm (Orsoy)
Der denkmalgeschützte Pulverturm von Orsoy, auch bekannt als Mühlenturm, ist ein Wahrzeichen Orsoys. Er befindet sich im Südwesten der Altstadt, im gleichnamigen Stadtbezirk Orsoy, welcher heute zur nordrhein-westfälischen Stadt Rheinberg im Kreis Wesel gehört.
Der Turm ist der letzte von ursprünglich elf Türmen der mittelalterlichen Stadtbefestigung Orsoys.

## Name
Der Pulverturm wurde nach seiner Funktion im 17. Jahrhundert benannt, in welcher er als Pulvermagazin diente. Den weiteren Namen Mühlenturm erhielt er durch seine parallele Funktion als Windmühle bzw. als Untersatz für eine aufgesetzte Mühle, welche er vom 16. Jahrhundert bis 1865 zusätzlich innehatte. Die zivile Funktion als Mühle dürfte der Grund dafür gewesen sein, dass dieser nicht wie der Großteil der restlichen Stadtbefestigung durch Ludwig XIV. geschleift wurde.

## Geschichte
Der Pulverturm soll zwischen 1540 und 1550 erbaut worden und damit der jüngste von ehemals elf Türmen sein, so der Historiker Otto Ottsen. Historiker Dieter Kastner geht allerdings davon aus, dass es sich bei dem angenommenen Bauzeitraum um einen anderen Turm gehandelt haben könnte, stellt jedoch keine eigene These zum Baujahr des Turms auf. Von den elf Türmen der Festung waren vier Ecktürme. Hierzu gehörte neben dem Blauen Turm, dem Rheinturm und einem unbenannten Turm auch der Pulverturm. Im Gegensatz zu den anderen drei Ecktürmen ist er jedoch der einzige Turm, der direkt in die Mauer integriert ist. Die Mauern des Turms sind 2 Meter stark. Am 14. Dezember 1625 wurde der Prediger Johann Wilhelmi Nethenus, der reformiert predigte, von Truppen des spanischen Gouverneurs Leonardo Caracciolo in den Pulverturm gesperrt und nach mehreren Monaten aus der Stadt verbannt.

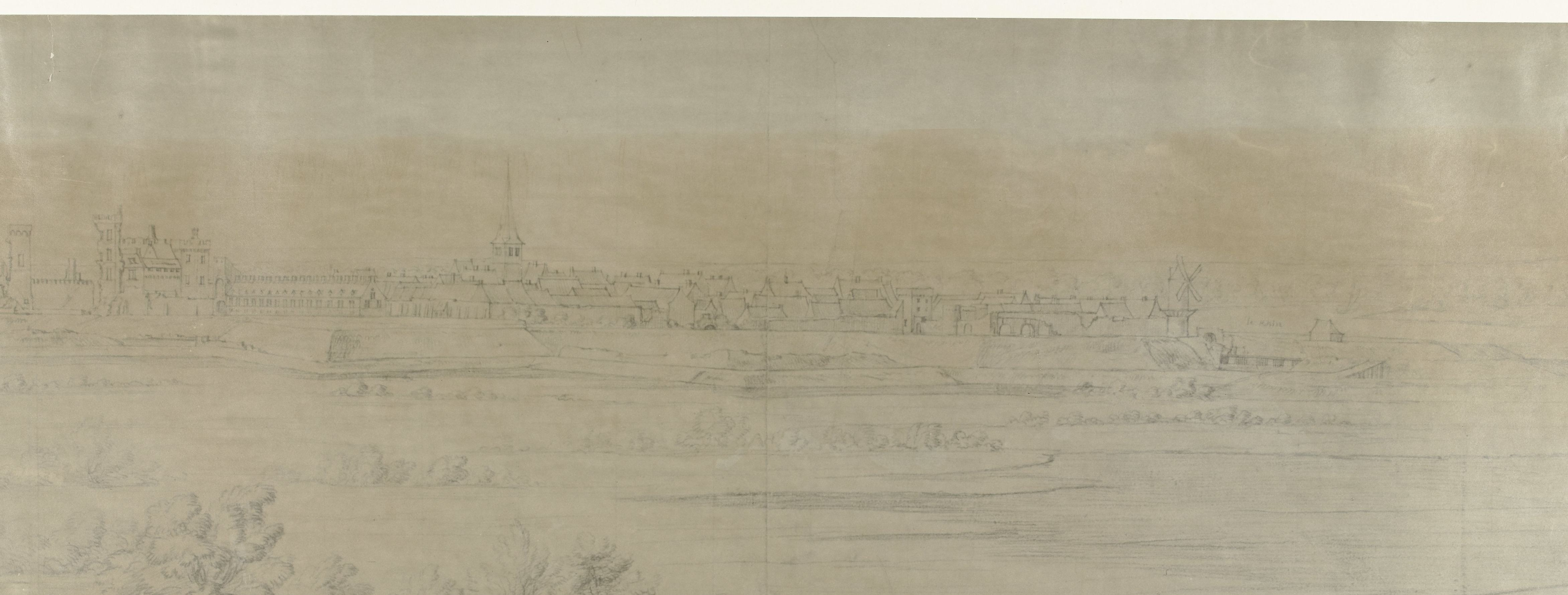
Orsoy nach der Besatzung durch Ludwig XIV. Links Schlossruine, mittig Evangelische Kirche, rechts Pulverturm in Funktion als Mühle.

## Denkmalschutz
Der Pulverturm von Orsoy wurde am 19. Juni 1984 unter der Nummer 40 in die Liste der Baudenkmäler in Rheinberg eingetragen.